# كارل لوفليس
كارل لوفليس هو سياسي أمريكي، ولد في 29 نوفمبر 1878، وتوفي في 12 فبراير 1941. نشط حزبياً في الحزب الجمهوري. وقد انتخب عضو مجلس ولاية ويسكونسن ‏.